# Sapindus trifoliatus
Sapindus trifoliatus là một loài thực vật có hoa trong họ Bồ hòn. Loài này được L. miêu tả khoa học đầu tiên năm 1753.